# Araba Evelyn Johnston-Arthur
Araba Evelyn Johnston-Arthur ist eine österreichische Menschenrechtlerin, Sozialwissenschaftlerin, Kuratorin und Filmdarstellerin. Sie lebt in Wien und Washington.

## Leben und Werk
Johnston-Arthur setzte sich bereits als Schülerin gegen Rassismus und Diskriminierung von Migranten und Österreichern ein, die der Diaspora aus Afrika angehören.  Sie studierte Afrikawissenschaften und Racism and Migration Studies in Legon (Ghana), Wien und London und ist Mitgründerin von PAMOJA, der Bewegung der Jungen Afrikanischen Diaspora in Österreich. 2006 kuratierte sie – gemeinsam mit Ljubomir Bratić, Lisl Ponger, Nora Sternfeld und Luisa Ziaja – die Ausstellung Verborgene Geschichte/n – Remapping Mozart, ein Projekt des museum in progress zum Mozartjahr 2006 an vier Standorten in Wien. 2007 gestaltete sie gemeinsam mit Nora Sternfeld die Ausstellung Let it be known!, Gegengeschichte/n der afrikanischen Diaspora in Österreich, in der Hauptbücherei am Wiener Gürtel.
Von 2006 bis 2013 hatte sie Lehraufträge an der Universität Wien. Sie unterrichtete bzw. unterrichtet auch an der Akademie der bildenden Künste in Wien und an der Howard University, wo sie ihr Doktoratsstudium angeschlossen hat. Ihre Dissertation beschäftigte sich mit der Bedeutung pan-afrikanischer, anti-imperialistischer Kritik am anti-Schwarzen Rassismus in Österreich in den frühen 1960er-Jahren.  in Washington DC. Sie arbeitet an einer interdisziplinären Doktorarbeit zur Rassismus und Widerstand gegen die Afrikanische Diaspora in Österreich. Sie gehört der Arbeitsgruppe Remembering Silences an, die von Ahmed Al-Nawas geleitet wird, und ist Mitgründern der Forscher_innengruppe zu einer schwarzen österreichischen Geschichte und Gegenwart.
Johnston-Arthur war 2007 in Lisl Pongers Film Imago Mundi beteiligt und übernahm 2008 die Rolle der Cassandra im Spielfilm Teza von Haile Gerima. Dieser Film wurde bei den Internationalen Filmfestspielen von Venedig mit dem Großen Preis der Jury ausgezeichnet.

## Forschung
Araba Evelyn Johnston-Arthur beschäftigt sich in ihren Forschungen unter anderem mit dem Thema von institutionellen Rassismus. In einem Zeitungsinterview spricht sie davon dass, im österreichischen Kontext nach wie vor verleugnet, dass es Rassismus überhaupt gibt. Und wenn Rassismus benannt wird, dann wird dieser oft auf einzelne Ereignisse runtergebrochen und damit nicht als systematisch anerkannt. Dabei wird auch klassistisch argumentiert. Zum Beispiel, dass Rassismus ein Problem von Modernisierungsverlieren und der ungebildeten Arbeitern ist. Hier wird Rassiusmus auf die „Anderen“ projiziert und übersehen, dass Rassismus in Institutionen (zum Beispiel in der Justiz oder Schule etc.) wirkt.

## Filmografie
- 2007: Imago Mundi
- 2008: Morgentau (Teza)